# Arrabona
Arrabona római kori város és katonai táborhely volt, a mai Győr területén. Neve a kelta „Arabo” (szelíd, nyugodt) – a Rába folyó ősi, kelta neve – és „bona” (város) szavak összetételéből származik.

## Fekvése
Arrabona a Rába és a Duna összefolyásánál feküdt, a mai Győr belvárosa helyén, a mai város fekvésénél alacsonyabb területen.

## Története
Pannonia provincia része volt. I. e. 500 körül alakult ki[forrás?], lakói kelták voltak, akik a várost Arrabonának nevezték. Később, az i. e. első században rómaiak hódították meg, de nevét megtartották.